# 丹佛中央图书馆

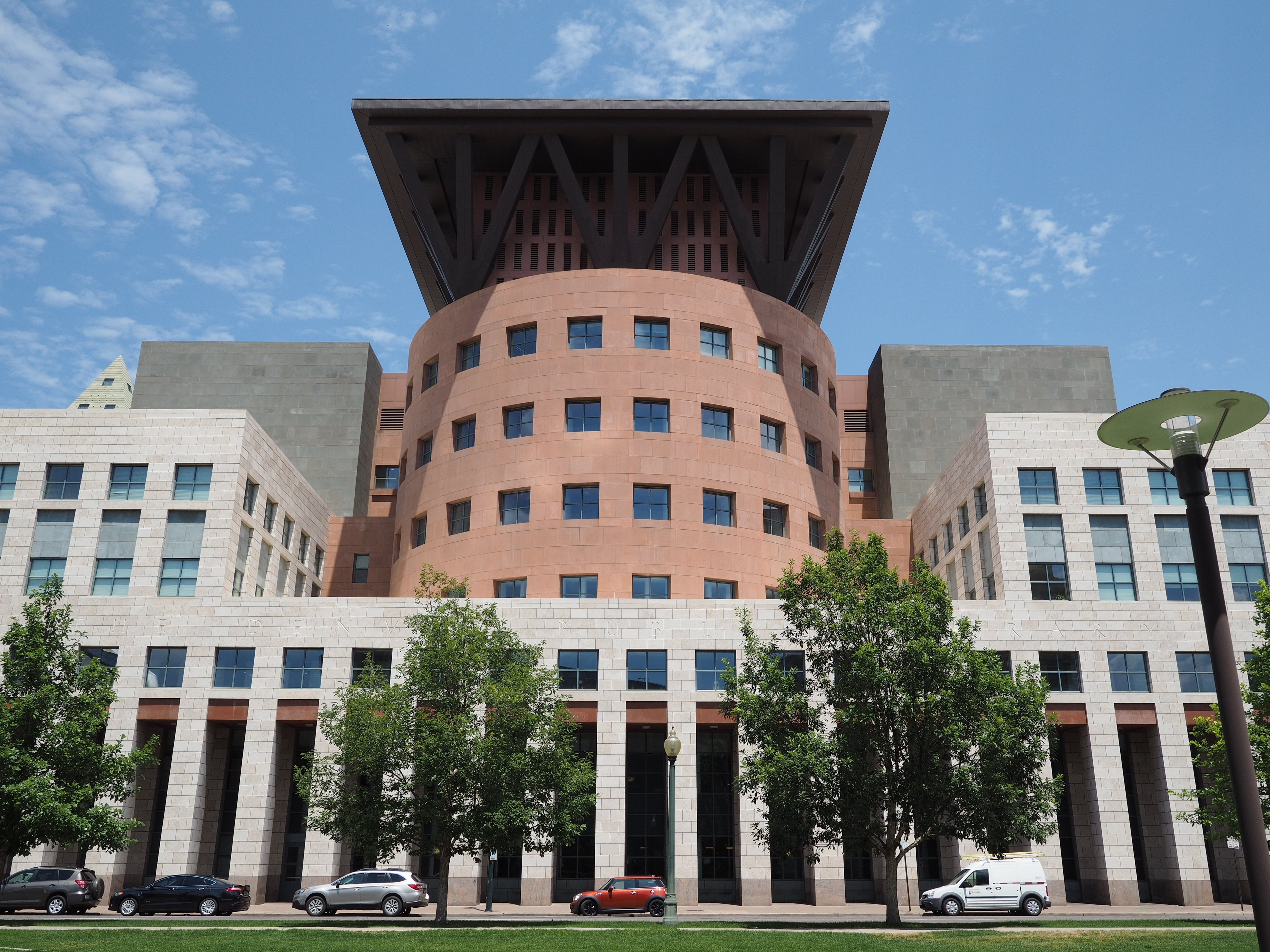
丹佛中央图书馆

中央图书馆是丹佛公共图书馆体系的主馆。图书馆位于丹佛市镇中心（金三角地区），具体位置在科罗拉多州第16街购物中心的南侧，毗邻丹佛美术馆。图书馆由迈克尔·格雷夫斯设计，采用后现代主义风格。图书馆在1990年开始建设，1995年竣工。丹佛中央图书馆每年迎接超过一百万客人，是美国最大的图书馆之一。1997年第23届八国集团峰会在此举办。

## 图书馆历史
1910年中央图使馆老馆在市镇中心开幕，老建筑采用了希腊神庙样式。当时兴建图书馆花费了43万美元，资金来源是依靠苏格兰裔美国慈善家安德鲁·卡内基的资助。此建筑是丹佛图书馆系统的主馆，使用了四十多年。到了1956 年，在建筑师伯纳姆·霍伊特（Burnam Hoyt）的帮助下又建造了一座新馆，新馆比老馆大四倍以上。往后由于丹佛人口膨胀，原建筑已无法容纳越来越多的藏书。1990年迈克尔·格雷夫斯又设计了当前的建筑。建造图书馆花费了9160万美元，由公共财政拨款，用了5年时间完成。新图书馆采用了最新科技，配备180台电脑。 2015年，图书馆从现已停刊的《落基山新闻》(Rocky Mountain News)得到了30多万张图片。

### 1997年八国集团峰会
1997年的八国集团峰会在该图书馆举办。出席峰会的领导人有让·克雷蒂安、鲍里斯·叶利钦、托尼·布莱尔、罗马诺·普罗迪、桥本龙太郎、雅克·桑特、赫尔穆特·科尔、雅克·希拉克、维姆·科克。俄罗斯参加此峰会有特殊意义，代表俄罗斯正步向自由。会议在图书馆一楼的多功能室举行，在七楼的维达·埃里森画廊吃午餐。

## 建筑介绍
建筑占地占地5万平方米，采用经典的后现代主义风格，该风格将古典风格、色彩、建筑材料抽象化。

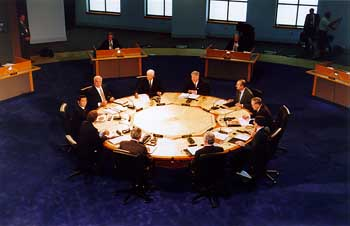
八国峰会在丹佛举办